# Jan Svoboda (lingvista)
Jan Svoboda (26. prosince 1899 Vysoké Mýto – 4. dubna 1973 Praha) byl český jazykovědec, pracovník Slovanského ústavu Československé akademie věd, odborník na onomastiku a antroponomii, spoluzakladatel časopisu Acta onomastica.

## Dílo
- Příspěvky k studiu českých jmen osobních a místních, 1941
- Učme se rusky – Konversační příručka pro každého, 1945
- Místní jména v Čechách – jejich vznik, pův. význam a změny, 1949–1960, spolu s Antonínem Profousem a Vladimírem Šmilauerem
- Staročeská osobní jména a naše příjmení, 1964